# Alice de Lencquesaing
Pour les articles homonymes, voir Lencquesaing.
Alice de Lencquesaing, née le 11 août 1991 dans le 14e arrondissement de Paris, est une actrice française.

## Biographie
Alice de Lencquesaing est la fille de la directrice de la photographie Caroline Champetier et de l'acteur et réalisateur Louis-Do de Lencquesaing.
Elle débute au cinéma en 2008 dans le film L'Heure d'été d'Olivier Assayas puis l'année suivante dans Le Père de mes enfants de Mia Hansen-Løve et devient progressivement une figure familière des films d'auteurs du cinéma français. En 2012, elle est à l'affiche d'Au galop réalisé par son père et pour lequel elle est nommée en 2013 pour le César du meilleur espoir féminin.
Elle est membre du Collectif 50/50 qui a pour but de promouvoir l’égalité des femmes et des hommes et la diversité sexuelle et de genre dans le cinéma et l'audiovisuel,.

## Filmographie

### Cinéma

#### Longs métrages
- 2007 : Naissance des pieuvres de Céline Sciamma : une fille
- 2008 : L'Heure d'été d'Olivier Assayas : Sylvie Marly
- 2009 : Le Père de mes enfants de Mia Hansen-Løve : Clémence Canvel
- 2011 : Polisse de Maïwenn : Sandra
- 2012 : Au galop de Louis-Do de Lencquesaing : Camille
- 2013 : La Religieuse de Guillaume Nicloux : Sœur Ursule
- 2013 : La Tête la première d'Amélie van Elmbt : Zoé
- 2014 : La prochaine fois je viserai le cœur de Cédric Anger : Melissa
- 2014 : Bodybuilder de Roschdy Zem : Lucie
- 2014 : Seek McCartney de Wang Chao
- 2015 : Tokyo Fiancée de Stefan Liberski : Yasmine
- 2015 : L'Antiquaire de François Margolin : Jeanne
- 2015 : Ange et Gabrielle d'Anne Giafferi : Claire
- 2015 : Les Cowboys de Thomas Bidegain
- 2015 : Marguerite et Julien de Valérie Donzelli : Nicole, la bonne
- 2016 : Chocolat de Roschdy Zem : Camille
- 2016 : Braqueurs de Julien Leclercq : Audrey
- 2016 : Frantz de François Ozon : Fanny
- 2016 : Réparer les vivants de Katell Quillévéré : Alice Harfang
- 2017 : Noces de Stephan Streker : Aurore
- 2017 : Corporate de Nicolas Silhol : Sophie
- 2017 : Ôtez-moi d'un doute de Carine Tardieu : Juliette Gourmelon
- 2017 : Espèces menacées de Gilles Bourdos : Mélanie Lamblin
- 2017 : Drôle de père d'Amélie van Elmbt : Alice
- 2018 : Les Grands Squelettes de Philippe Ramos
- 2019 : Edmond d'Alexis Michalik : Rosemonde Gérard
- 2021 : Chacun chez soi de Michèle Laroque : Anna
- 2021 : L’Événement de Audrey Diwan : Laetitia
- 2022 : Années 20 d'Élisabeth Vogler : Julie
- 2025 : Aimons-nous vivants de Jean-Pierre Améris : Constance
- 2026 : De Gaulle d'Antonin Baudry

#### Courts métrages
- 2009 : Même pas en rêve de Louis-Do de Lencquesaing : la jeune fille
- 2011 : Novembre de Ronan Tronchot : Camille
- 2012 : Les Ephémères de Timothée Loisel : Amandine
- 2013 : Zoo de Nicolas Pleskof : Émilie Teziev
- 2014 : Le Zoo de Monsieur Vanel de Bérenger Thouin : Marthe
- 2014 : La Course de Bérenger Thouin : Martine
- 2015 : Résurgence commode de Guillaume Levil : Virginie
- 2015 : Marion de Nathalie et Raphaël Holt : la jeune fille
- 2015 : Vingt-six amis en commun de David Hammel : Amandine
- 2016 : Kiss Me Not d'Inès Loizillon : l'entraîneuse de Blanche
- 2016 : L'Anémone et l'Ancolie d'Ethan Selcer : la jeune fille
- 2017 : Nos enfants de Sarah Suco : la baby-sitter
- 2018 : Lâchez les chiens de Manue Fleytoux : Annouck
- 2018 : L'Émeute qui vient de Lucas Gloppe : Alice
- 2018 : Libre de Stéphanie Doncker : Claire
- 2018 : Le Grand Orchestre de Keren Marciano : la jeune fille
- 2018 : Corée, mon amour de Yoonyoung Choï : Marina
- 2019 : Courir toute nue dans l'univers de Guillaume Levil
- 2020 : Jésus 2020 d'Aude Thuries

### Télévision
- 2006 : La Dérive des continents (téléfilm) de Vincent Martorana : Lola
- 2014 : Ceux qui dansent sur la tête (téléfilm) de Magaly Richard-Serrano : Émilie
- 2016 : Marjorie (série) : Virginie
- 2020 : Dérapages (série) : Lucie Delambre
- 2021 : César Wagner (série, épisode « Un doigt de mystère ») : Sybille Wagner
- 2022 : Disparition inquiétante (série, épisode « Sous pression ») : Sarah-Lou Müller
- 2022 : Capitaine Marleau (épisode La Der des der) : Lucie
- 2023 : Knok, série de Guillaume Duhesme et Bastien Ughetto

### Doublage
- 2020 : Losing Alice : ? ( ? ) (mini-série)

## Théâtre
- 2013 : Harper Regan, Simon Stephens, mise en scène Lukas Hemleb, Théâtre du rond-point
- 2014 : Sarabande, d'Ingmar Bergman, Lucernaire
- 2017 : Intra Muros d'Alexis Michalik, mise en scène de l'auteur, théâtre 13 (reprise au Théâtre de la Pépinière)
- 2021 : J'habite ici de Jean-Michel Ribes, mise en scène Jean-Michel Ribes, Théâtre du Rond-Point
- 2023 : J'avais ma petite robe à fleurs de Valérie Lévy, mise en scène Nadia Jandeau, théâtre de l'Oulle festival off d'Avignon

## Distinctions

### Récompenses
- Festival Jean-Carmet 2012 : prix du public d'interprétation féminine dans un second rôle pour Au galop
- Festival de la fiction TV de La Rochelle 2015 : prix jeune espoir féminin pour Marjorie[4]

### Nominations
- Césars 2013 : César du meilleur espoir féminin pour Au galop[1]
- Prix Lumières 2014 : meilleur espoir féminin pour La Tête la première